# Université de Brême
L'université de Brême, fondée en 1971, est le principal établissement d'enseignement supérieur du Land de Brême. C'est une des plus jeunes universités d'Allemagne. Elle est située en banlieue de Brême (Bibliothekstrasse), à côté d'un parc technologique (Technologiepark).
Avec ses 19 173 étudiants et plus de 2 300 chercheurs et professeurs, elle représente le plus gros centre de hautes études du Land de Brême.

## Personnalités liées
- Volkmar Gessner, professeur en sociologie du droit.
- Henning Melber, politologue, sociologue et africaniste allemand, doctorat à Brême en 1980 en science politique
- Bibhuti Roy, ingénieur et chercheur bangladais.